# زبان سنگلیچی
زبان سنگلیچی یا سنگلیچ زبانی از خانواده زبان‌های ایرانی است که در دو روستا در ولسوالی زیباک افغانستان و در مناطقی در تاجیکستان رایج است. نام این زبان از دره سنگلیچ که محل زندگی بسیاری از مردم سنگلیچی است می‌آید.